# Marek Andrzej Michalak
Marek Andrzej Michalak (ur. 16 kwietnia 1950 w Tomaszowie Mazowieckim) – polski muzyk jazzowy, puzonista i kompozytor, członek zespołu Jazz Band Ball Orchestra, założyciel Mishaluck Band, współzałożyciel Old Metropolitan Band. 
Zdobywca wielu nagród, m.in. Złotej Tarki w kategorii indywidualnej w 1975 i 1976 roku. Juror w konkursach jazzowych, m.in. Jazz Juniors oraz pedagog jazzowy. Kompozytor i muzyk Piwnicy pod Baranami, autor piosenek dla Małgorzaty Kościelniak.